# Isia Isgour
Isia Isgour (Minsk, 21 augustus 1913 – Elsene, 6 juli 1967) was een Belgisch architect van Wit-Russische afkomst die als eerste in de naoorlogse periode in België resoluut modernistische gebouwen ontwierp.

## Biografie
Isgour behaalde zijn diploma van architect in 1935 te Brussel. Na de Tweede Wereldoorlog kreeg hij enkele opdrachten vanwege openbare besturen in Brussel en Limburg. Hij bouwde woonwijken, scholen, culturele centra in de Limburgse mijnstreek. In Brussel realiseerde hij dankzij de welvarende periode van de jaren vijftig en zestig diverse appartements- en kantoorgebouwen.
In Isgour's oeuvre krijgt conventie een grotere rol toebedeeld dan originaliteit en gewaagde constructies. Design, techniek en het gebruik van nieuwe materialen wendde hij aan als middel en niet als doel op zich. Zijn klare, onopgesmukte constructieve ontwerptaal sloot hierbij aan.
Door de plotse dood van de ontwerper in 1967 werd het bureau ontbonden.

## Uitgevoerde werken
- 1950 Voormalig hotel "Hôtel des Charbonnages" te Houthalen-Helchteren
- 1954 Cultuurcentrum Casino Meulenberg te Houthalen-Helchteren (in 2009 beschermd als monument)
- 1956 Cultureel Centrum te Hasselt, Belgisch-Limburg in samenwerking met Etienne Vreven en Louis Peeters
- 1957-1958 Mijnwerkersschool "Technisch Instituut Kempisch Bekken" te Houthalen-Helchteren (in 2012 beschermd als monument)
- 1963  Stedelijk sportcentrum van Genk (het ontwerp van Isgour dateert van 1963; de bouwwerken werden pas na zijn dood uitgevoerd; in 2009 beschermd als monument)